# Plenkovice
Obec Plenkovice (německy Plenkowitz) se nachází v okrese Znojmo v Jihomoravském kraji, asi 6 km severozápadně od Znojma. Žije zde 395 obyvatel. Vyhráli soutěž Vesnice JMK roku 2025.

## Geografie
Plenkovice se nacházejí v Jevišovické pahorkatině, na jižním okraji přírodního parku Jevišovka. Na západě jsou téměř srostlé se sousední obcí Kravsko, na východě sousedí s Hlubokými Mašůvkami.

## Historie
První písemná zmínka o obci pochází z roku 1343. Ve středověku byly Plenkovice samostatným statkem, existovala tu tvrz. V době husitské se k nové víře klonili i majitelé Plenkovic. Za války mezi uherským králem Matyášem Korvínem a jeho českým protějškem Jiřím z Poděbrad byla tvrz zpustošena. Dne 12. května 1468 vydal uherský král listinu, kterou odebral majetek Štěpána z Plenkovic a spolu s dalším jej daroval prokatolickému Znojmu. Vladislav Jagellonský však darování zrušil. Znojmo převzalo ves definitivně až roku 1481.
Na soutoku Plenkovického a Mramotického potoka na jižním okraji obce vybudovalo město Znojmo na konci 15. století dvacetihektarový Plenkovický rybník. Dosud je ve vlastnictví Znojma a slouží k chovu ryb. Vede okolo něj naučný chodník „Kolem rybníka“.

## Pamětihodnosti
- Kostel svatého Vavřince

## Galerie

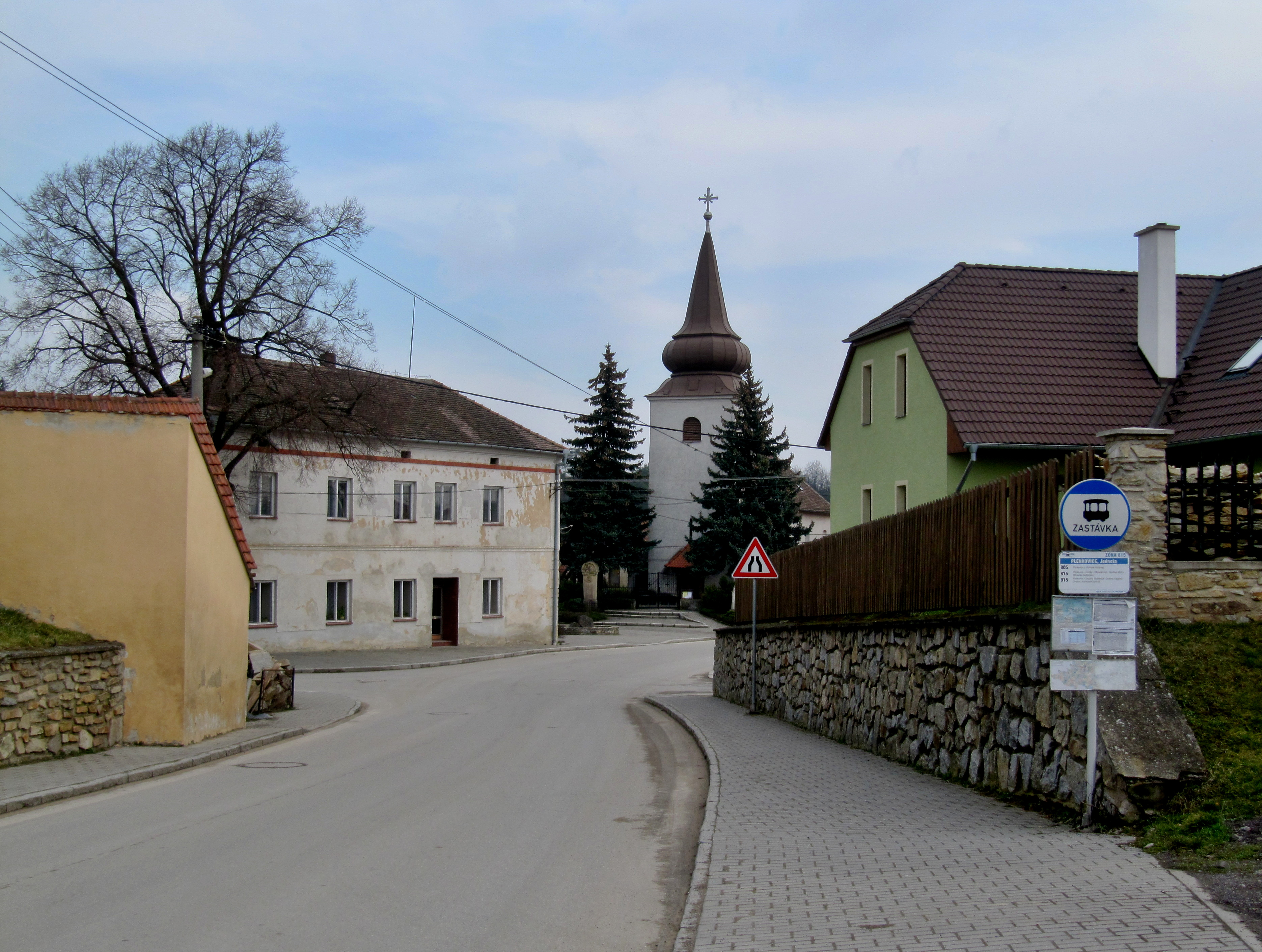
Střed obce s autobusovou zastávkou
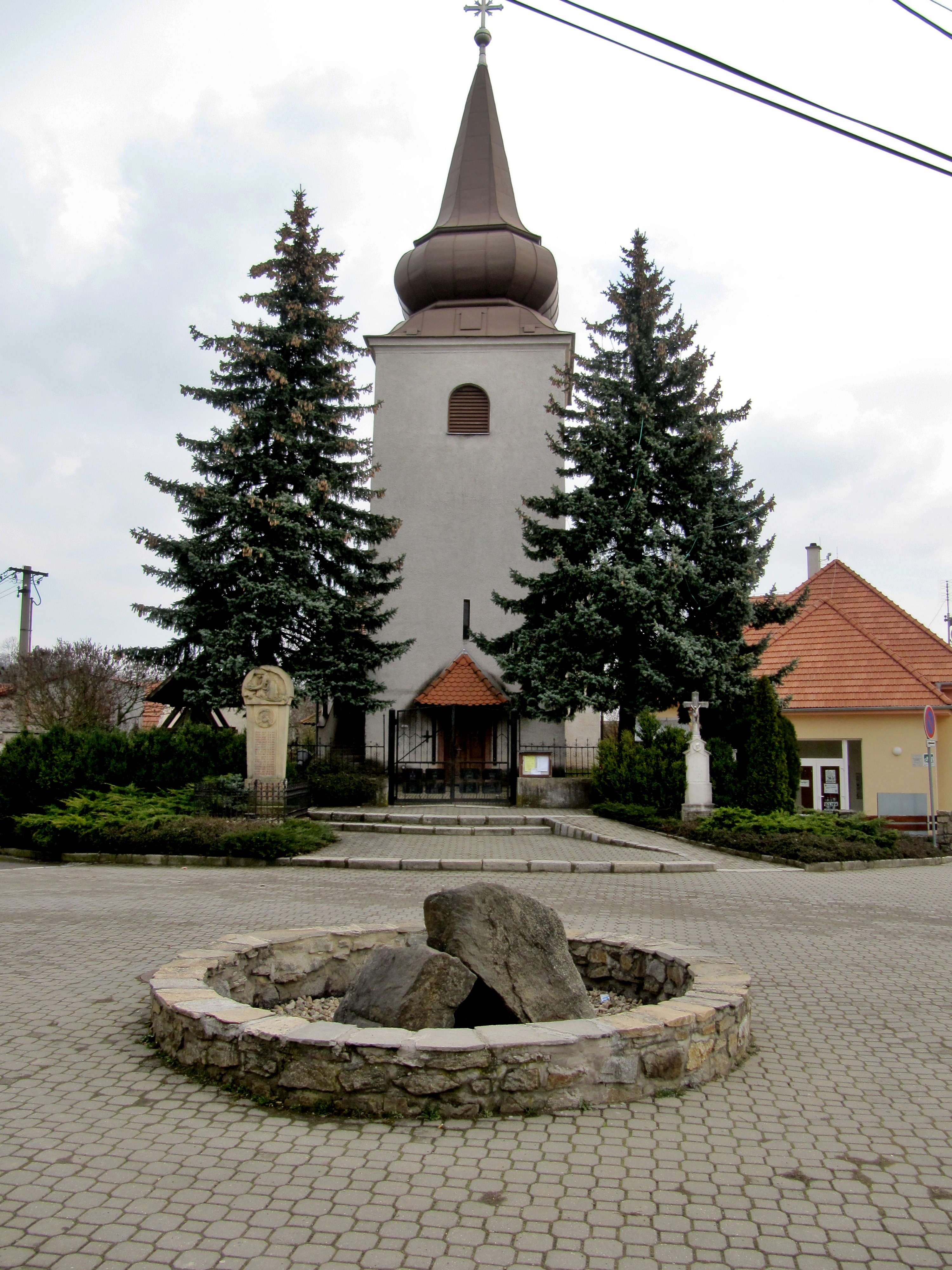
Kostel sv. Vavřince
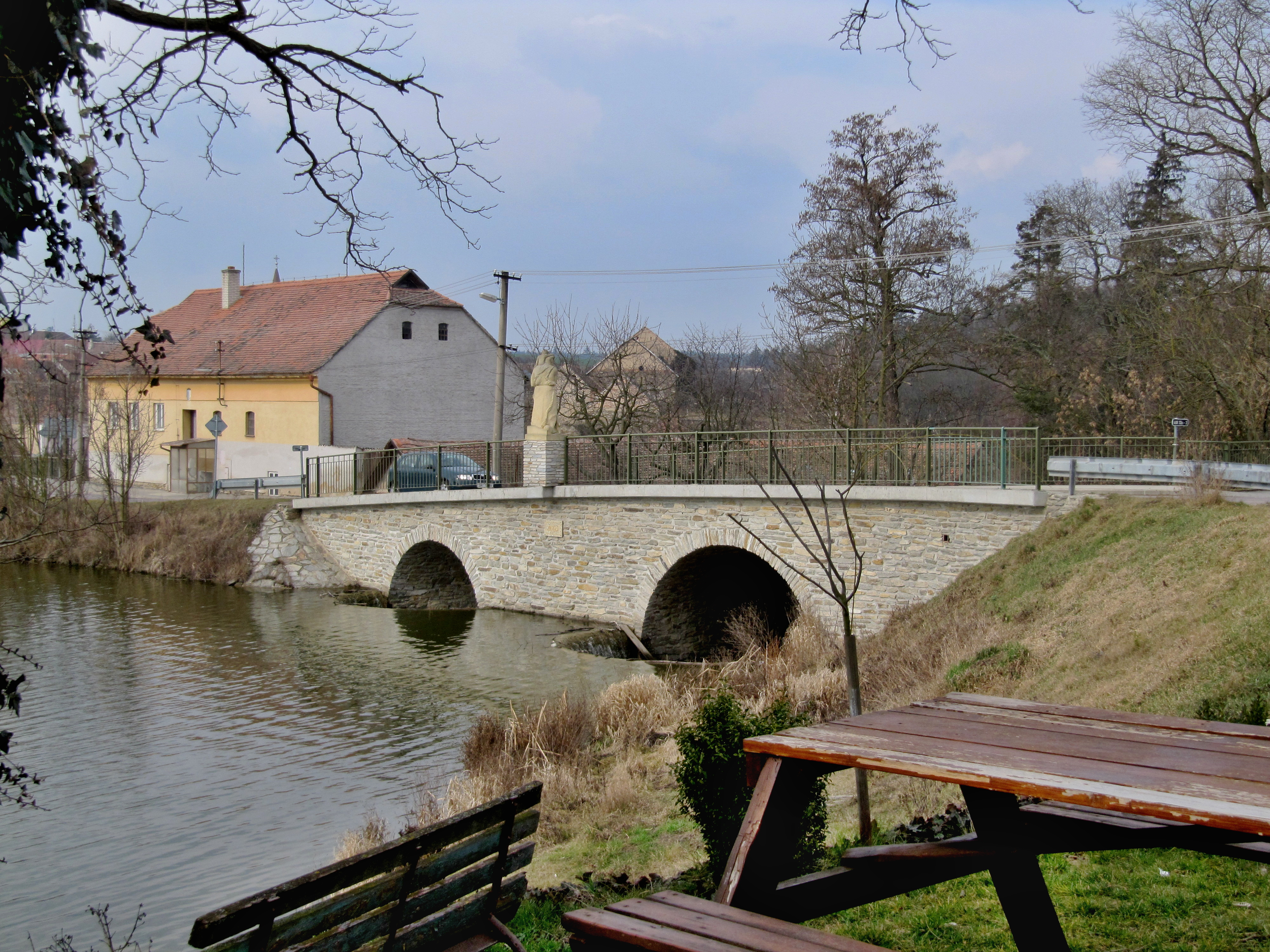
Most nad výpustí Plenkovického rybníka
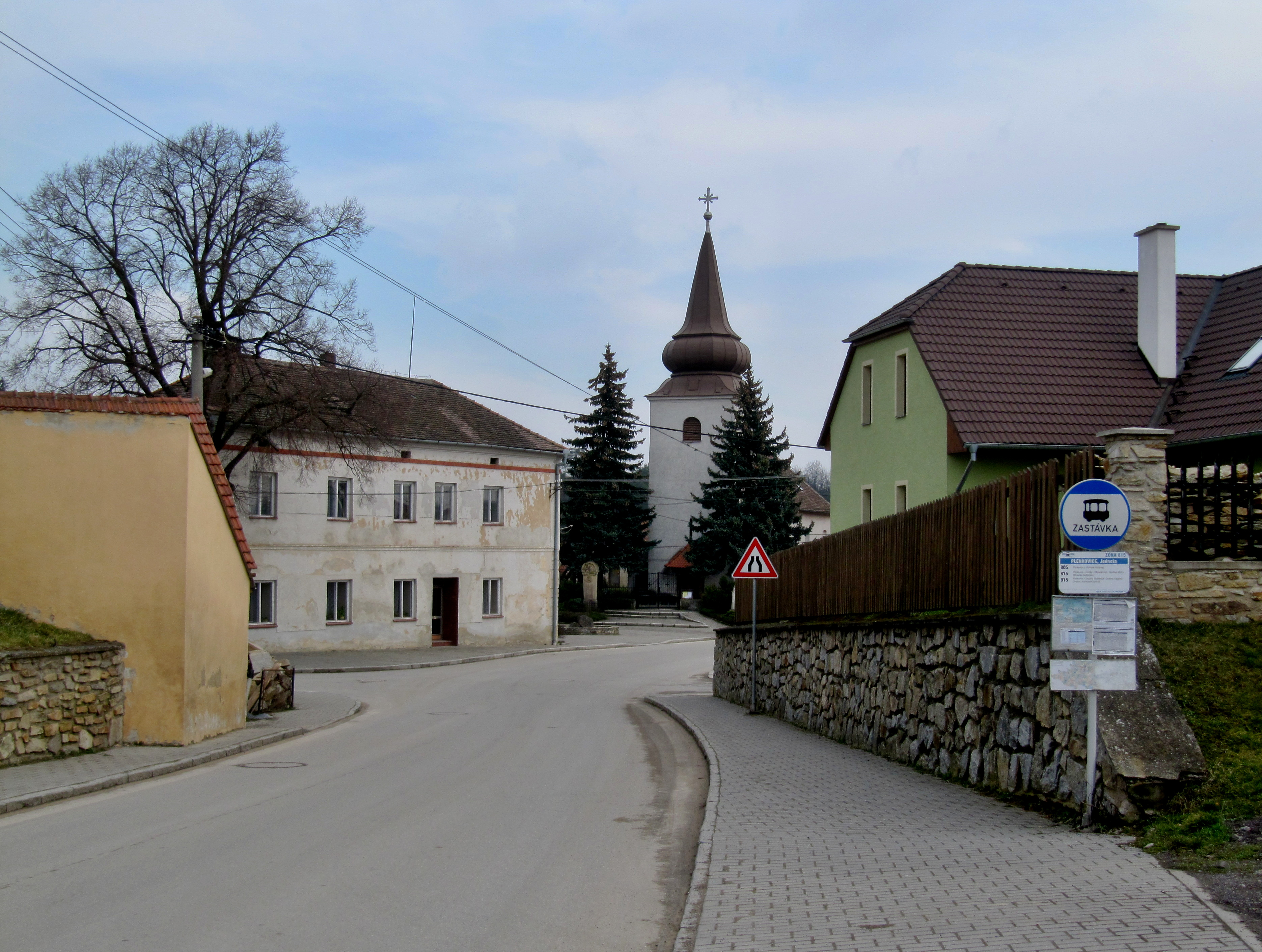
Obecní úřad
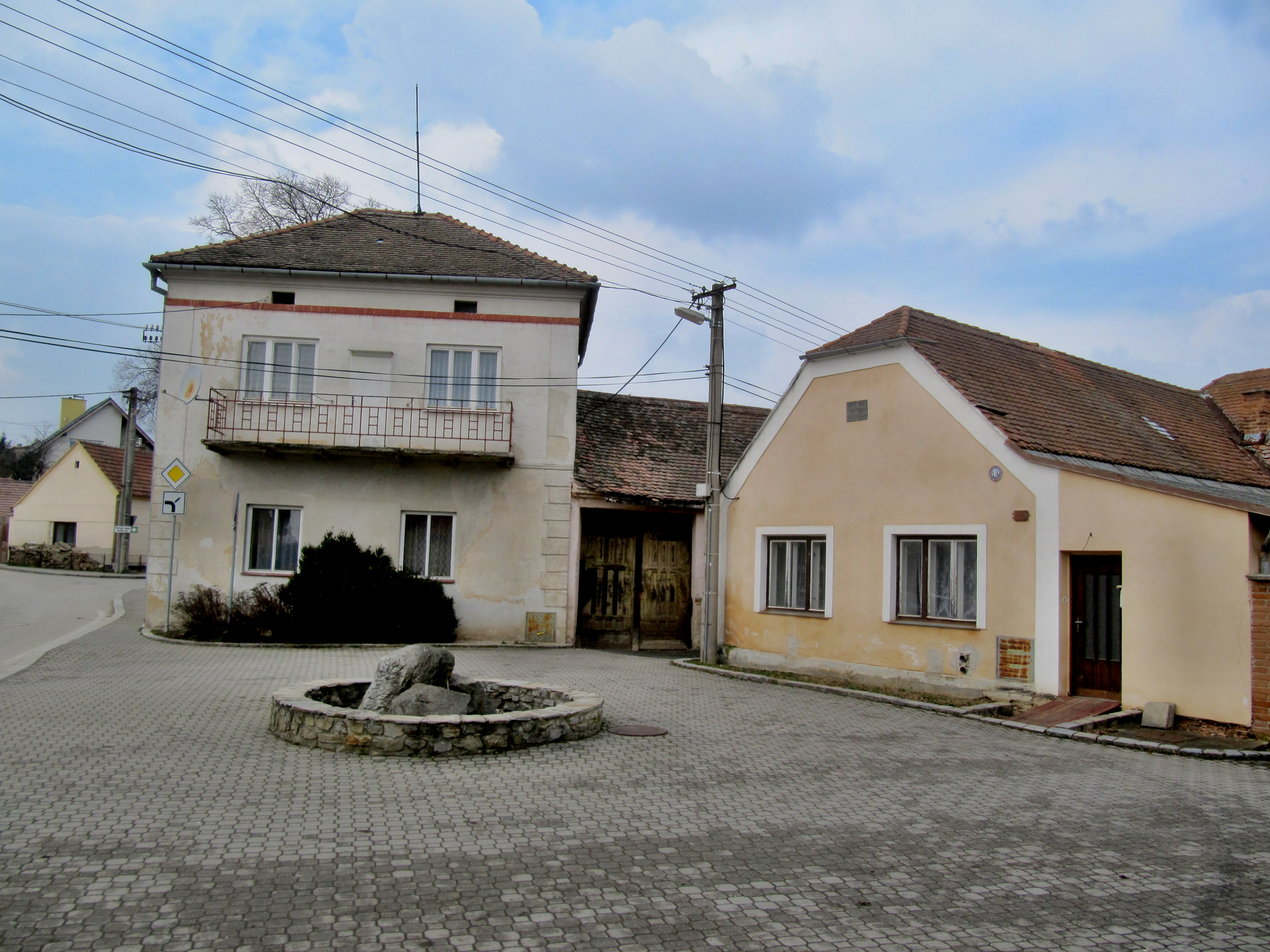
Domy u kostela